# Kielanówka (szczyt)
Kielanówka (pot. Kielanowska Góra, 558 m n.p.m.) – zalesiony szczyt w paśmie wychodni piaskowca, w Beskidzie Niskim, w Karpatach Zachodnich, na południe od  Dukli, na zachód od drogi krajowej nr 9 Barwinek – Miejsce Piastowe, w pobliżu Lipowicy i Cergowej.
Jest zakończeniem grzbietu odbiegającego z Chyrowej na wschód; charakteryzuje się niewielką wybitnością. Wschodnie stoki Kielanówki opadają ku dolinie Jasiołki, a południowe – ku potokowi Chyrowskiemu.

## Jaskinie
Na terenie Kielanowskiej Góry znajdują się interesujące osuwiska gruntu, znane jako Osuwiska w Lipowicy. Są one największym skupiskiem jaskiń w Beskidach. Na jej południowo-wschodnim stoku zinwentaryzowano dotąd 69 jaskiń. Są to jaskinie genezy osuwiskowej, a występują w piaskowcach cergowskich. Część pustek powstała w starszych osuwiskach i były one przemodelowane w kolejnych fazach osunięć. Większość jaskiń na Kielanówce powstała jednak w najmłodszych i gwałtownych osuwiskach w czasie eksploatacji kamieniołomów w Lipowicy. Jaskinie z uwagi na studnie i progi oraz kruszyznę nie są polecane do zwiedzania. Z uwagi na hibernujące nietoperze wejście do jaskiń zimą jest zabronione.
Nad ścianą kamieniołomu w północnej części stoku znajduje się rozległe osuwisko, którego zasadnicza część powstała w 1957 r. Na tym obszarze znanych jest 30 jaskiń. Największą jest Jaskinia Słowiańska-Drwali mająca 601 m długości i 24 m głębokości. Odkryta została w grudniu 2003 r. podczas cyklicznego spotkania członków Stowarzyszenia Speleoklub Beskidzki z Dębicy zwanego "Speleobozem". Inne większe jaskinie w tym rejonie to: Lodowa Szczelina (200 m długości), Gangusiowa Jama (190 m długości) oraz Szczelina Lipowicka (105 m). Występujące na tym obszarze rozwinięte są przeważnie na systemie wąskich (często zaciskowych) szczelin, które rzadko poprzedzielane są większymi komorami. Korytarze tworzą czasem prawdziwy labirynt. 
Kolejnym rejonem występowania jaskiń jest osuwisko położone nad ścianą południowego, młodszego wyrobiska kamieniołomu. Poznano tu dotychczas łącznie 31 jaskiń. Największymi jaskiniami w tym rejonie są: Jaskinia Świętego Jana (53 m długości), Jaskinia Kacza (49 m długości), Mała Diabla Dziura (26 m długości) oraz Dębicka Studnia I (26 m długości). Jaskinie tutejsze powstały przeważnie na pojedynczych, ale dość obszernych korytarzach.
Na północny zachód od tego osuwiska znajduje ponadto się ściana skalna i wielki rów rozpadlinowy. W tym rejonie zinwentaryzowano dotąd 8 jaskiń. Najdłuższą wśród nich jest Jaskinia Górna (18 m długości).
Pierwsza wzmianka o jaskiniach na Kielanówce pochodzi z 1952 r. (A. Krzanowski) i dotyczy nieistniejącej już Jaskini w Kamieniołomie w Lipowicy. Opis i plan tej jaskini znalazł się w wydanym w 1954 r. inwentarzu K. Kowalskiego "Jaskinie Polski". O kilku jaskiniach powstałych w osuwisku z 1957 r. wspominają prowadzący jego badania T. Gerlach, J. Pokorny i R. Wolnik (1958 r.). Następnie o jaskiniach na Kielanówce pisze w 1974 r. S. Janiga. Jednak dopiero od 1992 r. Speleoklub Dębicki (od 2001 r. Stowarzyszenie Speleoklub Beskidzki) zaczął planową inwentaryzację jaskiń Kilanowskiej Góry, która trwa do dziś. Większość obecnie znanych jaskiń poznali i zinwentaryzowali członkowie tego klubu: W. J. Gubała, T. Kałuża, T. Mleczek, R. Suski, B. Szatkowski i inni.

## Piesze szlaki turystyczne
- Chyrowa – Pustelnia św. Jana z Dukli – Nowa Wieś – Cergowa (716 m n.p.m.) – Lubatowa – Iwonicz-Zdrój – Rymanów-Zdrój (Główny Szlak Beskidzki)
- Dukla – Cergowa (716 m n.p.m.) – Zawadka Rymanowska – Piotruś (728 m n.p.m.) – Stasiane